# زبان گوندی
گوندی (𑵶𑶓𑶕𑶂𑶌, 𑴎𑴽𑵀𑴘𑴳, గోండీ, गोंडी) یک زبان دراویدی جنوبی-مرکزی است که توسط دو میلیون نفر گوندی در ایالت‌های مادیا پرادش، تلانگانا، مهاراشترا و چتیسگر هند و توسط اقلیت‌های کوچکی در کشورهای همسایه گفتگو می‌شود. فقط یک پنجم گوندی‌ها می‌توانند به این زبان صحبت کنند و این زبان گوندی را در معرض نابودی قرار داده‌است. گوندی دارای ادبیات عامیانه غنی است.